# Rainbow S.p.A.
 (транскр.  Рејнбоу с.п.а; раније познато као Rainbow S.r.l.) је италијански студио у сувласништву Иђинија Страфија и предузећа ViacomCBS. Сарађивао је са другим предузећем предузећа ViacomCBS, Nickelodeon, на више серије, као што су Винкс и Клуб 57. Седиште студија је у Лорету и основао га је Страфи 1995. Rainbow је почео као студио за анимацију, пружајући креативне услуге за већа предузећа док не обезбеди довољно средстава за оригиналне продукције.
У фебруару 2011, Viacom International Media Networks је купио 30% удела у предузећу за 62 милиона евра, оставивши преосталих 70% Иђинију Страфију. Мреже предузећа Viacom, Nickelodeon, емитује серије студија Rainbow широм света и Rainbow представља агента за лиценцирање серија мреже Nickelodeon у Италији. Амерички студији мреже Nickelodeon такође су сарађивале са студијом Rainbow на више пројеката, као што су Винкс од 2011. до 2015. и Клуб 57 током 2019.